# Анатолика
Анатолика (грчки: θέμα Άνατολικῶν) је била једна од првобитних византијских тема. Простирала се у централном делу Мале Азије. По оснивању (средина 7. века) била је највећа и најзначајнија тема. Постојала је до 1078. године када се последњи пут помиње у византијским изворима.

## Историја
Година оснивања теме Анатолике је непозната. Заједно са осталим првобитним темама, Анатолика је створена негде после 640-тих година од византијске војске која се пред муслиманским освајањима повукла у Малу Азију. Анатолика је узела име војске Истока (римске дијецезе Оријента; грчки: Ανατολη). Постојање теме потврђено је први пут 669. године док се сама војска помиње 687. године током ратова Јустинијана II. Током Византијско-арапских ратова у 7. и 8. веку Анатолика, посебно Кападокија, њен источни део, често је била мета арапских освајања. Такође је била и византијска база за упаде на арапску територију. Аморијум, средиште Анатолике, је често био мета Арабљана. Они га нападају већ 644. године, накратко освајају 646. године и поново 669. године. Арабљани га опседају 708. године и 716. године приликом марша на Цариград. Обе опсаде неуспешно су завршене. Талас арапских напада завршен је 740-тих година након византијске победе код Акроинона и Абасидске револуције. Под царем Константином V (741-775), Византинци из Анатолике нападају арабљанске територије што изазива реакцију Абасидског калифата. Од 780. године Арабљани обнављају нападе на византијску Малу Азију. Ови напади кулминирали су 806. године када калиф Харун ел Рашид (786-809) заузима Хераклеју Кибистру и неколико других утврђења. Антички урбани центри тешко су страдали приликом ових напада. Међутим, већина градова у унутрашњости теме, у Фригији и Писидији, су преживели, иако са умањеном територијом. Градови источне Кападокије која се граничила са Калифатом су готово у потпуности разорени. Добар пример за то је Антиохија у Писидији. Оснивање нових клисура дуж источне границе у 9. веку умањила је опасност од арабљанских напада. Арабљани сада теже допиру до Анатолике. Калиф Ел Мутасим је 838. године успео продрети до Аморијума. Ратови су вођени 878, 888, 894. и 897. године. Поприште ових сукоба била је Иконија. У 10. веку углавном је владао мир, са изузетком пљачкашког напада Арабљана 931. године ка Аморијума и 963. године ка Иконији.
Први турски напад на Анатолику забележен је 1069. године када су Турци напали Иконију. Велики део покрајине Турци заузимају након битке код Манцикерта 1071. године. Икониа је постала средиште селџучког Румског султаната. Анатолика се у изворима последњи пут спомиње 1077. године када је њен стратег, Нићифор Вотанијат, себе прогласио за цара (1078-1081). Византинци су успели да поврате западне делове Анатолике у наредним деценијама током владавине династије Комнин. Тема Анатолика, међутим, никада није обновљена.
Стратешки положај теме Анатолике учинио је да ова провинција постане најмоћнија и најпрестижнија у Византијском царству. Велика војска била је сконцентрисана у рукама стратега Анатолике што је доводило до честих устанака. Први је избио 669. године током владавине Константина IV. Некадашњи стратег Анатолике, Леонтије (695-698) је узурпирао престо од цара Јустинијана II (685-695, 705-711). Стратег Лав Сиријски постао је 717. године цар Лав III Исавријанац (717-741) након свргавања Теодосија III (715-717). Анатолика је од тада била присталица Исавријанаца у периоду иконоборства. Лавов наследник, Константин V пронашао је уточиште и подршку у Анатолици против узурпатора Артавазда.
Анатолика је у наредним вековима послужила као база неколико узурпатора попут Вардана Туркоса (803), Томе Словена (820-823) и Нићифора Ксифије (1022) против Василија II Бугароубице (976-1025).